# Georgios Koudas
Georgios Koudas (griechisch Γιώργος Κούδας, * 23. November 1946 in Thessaloniki) ist ein ehemaliger griechischer Fußballspieler.

## Spielerkarriere
Koudas spielte seine gesamte Karriere bei einem Verein: PAOK Thessaloniki. Von 1958 bis 1963 war er in der Jugendabteilung von PAOK aktiv, ehe er 1963 in die erste Mannschaft kam. Nach einem kurzzeitigen Wechsel zu Olympiakos Piräus 1966, der aber vom Sportminister Griechenlands abgelehnt und deshalb nie durchgeführt wurde, spielte er bis 1984 bei PAOK. Er gewann eine griechische Meisterschaft und zwei griechische Pokale.
International spielte er 43 Mal für Griechenland und erzielte dabei acht Tore. Er nahm an der Fußball-Europameisterschaft 1980 in Italien teil und wurde einmal eingesetzt.